# バクダン★ハンダン
『バクダン★ハンダン』は、オトメイトより2012年6月14日に発売されたPlayStation Portable用ソフト。

## 概要
ゲームをモチーフとしたテーマパークを舞台とした作品であり、『ロックマン』シリーズで知られるゲームクリエイターの稲船敬二が主人公の叔父として実名で登場している。
そのため、インターネット上で話題となった「どんな判断や？」「金、ドブに捨てる気か？」という稲船氏の発言が様々な形で物語に取り入れられており、主人公は理不尽な出来事や仲間の誤った判断に対して「どんな判断だ！」と一喝することで状況を打開していくこととなる。
原画を『逆転裁判』シリーズで知られる岩元辰郎、プロット・ミステリー監修を推理作家の我孫子武丸が務めている。

## ストーリー
ゲームクリエイター・稲船敬二の姪である稲船沙希は、叔父がプロデュースを行った日本屈指の巨大テーマパーク「鐘堂ブロッサムランド」のオープニングイベントを訪れる。
ところが、オープニングイベントが始まった途端、奇妙な黒子たちを引き連れた謎の着ぐるみ・ワルドブーが現れ、鐘堂ブロッサムランドの爆破を宣言し壇上の経営陣を拘束する。
突然の展開に驚く沙希だが、ランド内の巨大観覧車が爆破され会場がパニックに陥る中、「これから7日間の『ゲーム』に参加する人間を選ぶ」というワルドブーの言葉を聞き、人質にされてしまった叔父を救うため、自ら「ゲーム」への参加を志願する。
そして、立候補が認められ「ゲーム」の参加者となった沙希は、オープニングイベントの来訪者から選ばれた6人の男性とともに、ワルドブーが支配する命がけの「ゲーム」に挑むこととなった…。

## 登場人物
稲船 沙希（いなふね さき）
主人公。
稲船敬二の姪であり、その縁で鐘堂ブロッサムランドのオープニングイベントに招待されていた。
ゲーム作りに情熱を注ぐ叔父を尊敬しており、ワルドブーに拉致された叔父や鐘堂ブロッサムランドの経営陣を救うため、自ら「ゲーム」の参加者として立候補した。
ワルドブーに選ばれた他の参加者と違い、自ら「ゲーム」に参加したイレギュラーな存在だが、柔軟な思考とひらめきで、「ゲーム」のクリアに重要な役割を果たしていく。
携帯電話の扱いが苦手で、流行に疎く若い女性に人気の「少年時代Jr.のトワ」を知らないなど変わった一面はあるが、基本的にはどこにでもいる普通の女子高生。
だが、憤りを覚えた際には叔父譲りの「どんな判断だ！」という喝で相手を怯ませる。その剣幕は、圧倒的優位であるはずのゲームマスター・ワルドブーすら思わず謝罪してしまうほど。
士道 昴流（しどう すばる）
声 - 鈴村健一
鐘堂ブロッサムランドオープニングイベントの警備を指揮していた警部補。22歳。
レンズの赤いサングラスがトレードマークで、目の色素が薄く強い光が苦手なために愛用している。
常に冷静で頭の回転も速いが、プライドの高さと責任感の強さが高じ、人の意見をあまり聞かないという悪癖がある。
職業柄、参加者たちのリーダー格として「ゲーム」に挑むこととなる。
若狭 永遠（わかさ とわ）
声 - 梶裕貴
トップアイドルグループ「少年時代Jr.」のメンバーで、アイドルとしては「トワ」の名前で呼ばれる。15歳。
オープニングイベントにソロの仕事で呼ばれており、事件に巻き込まれた。
無邪気で小悪魔的な一面を持つ美少年だが、実は臆病で泣き虫な一面がある。
芽御師 航太（めおし こうた）
声 - 森田成一
あらゆるジャンルのゲームをプレイしており、特に格闘ゲームで常人離れした腕前を持つことから、主にネット上で「格闘神」と呼ばれている少年。19歳。
とある事情から自宅に引きこもりの状態だが、オープニングイベントで新作ゲームのダウンロードクエストが配布されると聞き、鐘堂ブロッサムランドを訪れた。
反射神経に優れており、忍者のように身軽な動きを見せるなど運動神経も悪くないが、引きこもり生活の影響で持久力が極端に低い。
ゲームに関する豊富な知識を活かし、「ゲーム」挑戦の前には舞台となるアトラクションについて仲間に解説を行う。
調辺 歩（しらべ あゆむ）
声 - 成田剣
鐘堂ブロッサムランドのオープニングイベントに取材で訪れたフリーライター。32歳。
基本的には無愛想で、苦虫を噛み潰したかのような表情が常となっている。
優れた記憶力の持ち主で豊富な知識量を誇るが、情報はギブアンドテイクであるという信条から、対価となる情報がなければ「ゲーム」に関係すること以外の情報はあまり口にしない。
「頭の回転を良くするには糖分が必要」という理由から、口には煙草代わりにチョコ菓子を咥えている。
卜部 君麻呂（うらべ きみまろ）
声 - 諏訪部順一
「新宿の兄」と呼ばれ、OLなどに絶大な人気を誇る占い師。26歳。
その日の行動方針を水晶玉で占うという日課を持ち、水晶の導きに従ってオープニングイベントを訪れた。
常に穏やかな笑みを絶やさず、その人当たりの良さから、個性の強さゆえに衝突することの多い「ゲーム」参加者の緩衝材となる。
御手洗 流星（みたらし りゅうせい）
声 - 日野聡
銀座にある高級ホストクラブ「ユリシーズ」のナンバー1ホスト。24歳。
短気で直情的だが、情に脆く仲間思い。
男気に溢れた人間性とは裏腹にテーマパークが好きという隠れた一面があり、鐘堂ブロッサムランドのオープンを心待ちにしていた。
そのため鐘堂ブロッサムランドのアトラクションについては念入りにリサーチしており、航太と共に「ゲーム」の舞台となるアトラクションの情報を沙希たちに提供する。
魅神 真（みかみ まこと）
声 - 鈴木千尋
鐘堂ブロッサムランドのオープニングイベントで、マスコットキャラクター・KANE DE BOO（カネドブー）の着ぐるみを担当するはずだった大学生。20歳。
オープニングイベント開始直前に拉致されたらしく、着ぐるみ姿のまま倉庫の中に監禁されていた。条件を満たすと倉庫で沙希に発見され、救出される。
沙希には明るく飄々とした態度で接するが、どこか謎めいた雰囲気を漂わせている。実はワルドブーの中の人で本作の黒幕だった。
ワルドブー
声 - 楽しんご
鐘堂ブロッサムランドのオープニングイベントに突如乱入し、経営陣を人質に取ってランドに立てこもった謎のキャラクター。
自ら立候補した沙希と、オープニングイベント参加者の中から選び出した6人を、アトラクションの爆破阻止を賭けた「ゲーム」に参加させるが、その真意は不明。
オネエ言葉を使い、意地悪かつ気まぐれな言動で「ゲーム」参加者を翻弄する。
稲船 敬二
声 - 小林範雄
沙希の叔父で、鐘堂ブロッサムランドのプロデュースを行ったゲームクリエイター。46歳。
他の経営陣とともにワルドブーに拉致・監禁されてしまうが、隙を見て沙希にメールを送り、連絡を取ることに成功する。監禁されているため謎解きには協力できないが、悩む沙希に励ましのメールを送るなど、良き相談相手。
マイ
声 - 朝樹りさ
祖母とともに鐘堂ブロッサムランドのオープニングイベントを訪れた幼い少女。
ワルドブー乱入と巨大観覧車爆破による混乱で祖母とはぐれてしまい、アトラクションの1つに迷い込んだところを沙希たちに発見された。
黒子たち
ワルドブーに従い鐘堂ブロッサムランドを占拠した全身黒タイツの集団。なぜか全員一言も言葉を話さず、ジェスチャーで意思表示を行う。
一部の黒子は7日間鐘堂ブロッサムランドに滞在することとなった沙希たちの世話役も務めている。
基本的に「ゲーム」参加者に危害を加えることはなく、その愛嬌のある仕草から沙希たちとは不思議と打ち解けた関係となっている。